# Heike Hoffmann
Heike Hoffmann (* 7. September 1963) ist eine ehemalige deutsche Fußballspielerin.

## Karriere

### Vereine
Hoffmann spielte von 1985 bis 1989 für die BSG Turbine Potsdam, die sich am 1. Januar 1990 in SSV Turbine Potsdam umbenannte, Fußball. Mit der Mannschaft erreichte sie viermal das Finale um die DDR-Meisterschaft, zweimal das Halbfinale und das Spiel um Platz 3 jeweils für sich entscheiden konnte.
Nach der Wiedervereinigung ist eine Vereinszugehörigkeit in Flatow, einem Ortsteil von Kremmen im Landkreis Oberhavel in Brandenburg, in der Zeit von 2008 bis 2010 beim ortsansässigen SV Rot-Weiss Flatow dokumentiert. Mit dem Verein bestritt sie als brandenburgischer Verbandspokalsieger das Erstrundenspiel im DFB-Pokal-Wettbewerb gegen den VfL Wolfsburg, das am 13. September 2009 auf dem heimischen Sportplatz mit 0:13 verloren wurde.

### Nationalmannschaft
Hoffmann wirkte im einzigen Länderspiel der DDR-Nationalmannschaft mit, die am 9. Mai 1990 im Karl-Liebknecht-Stadion im Potsdamer Stadtteil Babelsberg gegen die Nationalmannschaft der ČSFR vor etwa 800 Zuschauern mit 0:3 verlor.

## Erfolge
- DDR-Meister 1985, 1986, 1989
- DDR-Meisterschaftsfinalist 1988
- DDR-Meisterschaftsdritter 1987, 1990